# Nodo alla gola
Nodo alla gola (Rope), distribuito anche col titolo Cocktail per un cadavere, è un film del 1948 diretto da Alfred Hitchcock, con James Stewart, John Dall e Farley Granger. È la prima pellicola del regista girata in Technicolor.
È basato sull'omonimo lavoro teatrale di Patrick Hamilton del 1929, adattato da Hume Cronyn. La trama è ispirata a un reale fatto di cronaca nera: l'omicidio del 14enne Bobby Franks ad opera di due studenti dell'Università di Chicago, divenuti noti come Leopold e Loeb.

## Trama
Poco prima di un ricevimento nel loro elegante attico di New York, Brandon Shaw e Phillip Morgan, due giovani raffinati e conviventi, a seguito di una lite uccidono l'amico ed ex compagno di Harvard David Kentley strangolandolo con una corda. Il corpo della vittima, giunta all'appuntamento in anticipo rispetto agli altri invitati, è nascosto dai due in un’antica cassapanca sulla quale Brandon decide di allestire la tavola per il party.
Poco dopo giunge la cameriera, la signora Wilson, la quale non approva la tavola apparecchiata sulla cassa, ma non si insospettisce minimamente. Nonostante tutto arrivano gli invitati e inizia la festa: tra di essi vi sono i genitori del ragazzo ucciso (anche se poi il padre giunge accompagnato dalla propria cognata), la sua fidanzata Janet Walker (ex di Brandon) e il suo ex migliore amico Kenneth, che in precedenza aveva anch'esso avuto una relazione con Janet. Brandon ha invitato anche Rupert Cadell, ex professore dei quattro giovani, ammirato per le sue discussioni sulla morale e le convenzioni sociali, le sue teorie sulla relatività dei concetti di bene e male e sull'omicidio come privilegio riservato a "pochi eletti".
La serata scorre e Brandon, ormai eccitato dalla situazione imprevista e drammatica e dalla tempesta emozionale provata per aver commesso un atto criminale, non perde occasione per far battute a doppio senso, ritenendo di essere al sicuro e di non correre alcun rischio. Phillip invece si abbandona all'alcool per cercare di nascondere il nervosismo; è pentito di quel che ha fatto, ha paura di essere scoperto e, in alcuni momenti ciò fa vacillare la sua sudditanza psicologica nei confronti del disinvolto Brandon.
Mentre gli invitati si interrogano sull'assenza di David e se ne preoccupano, Brandon si diverte a cercare di far cadere Janet fra le braccia del suo ex fidanzato Kenneth. Col procedere della serata Cadell intuisce che è avvenuto qualcosa di grave, e cerca conferme ai suoi sospetti, rafforzati infine dal fatto che mentre sta per andarsene la signora Wilson gli porge erroneamente un cappello non suo, sul quale sono impresse le iniziali di David.
Una volta che tutti se ne sono andati, Brandon e Phillip si preparano a partire per la campagna e iniziano a studiare il modo per occultare il corpo; ma Cadell fa ritorno nell'attico con la scusa di aver dimenticato il portasigarette. Il professore inizia quindi un abile gioco psicologico, con domande che mettono in difficoltà i due giovani, fino a far vacillare anche lo spavaldo Brandon, che è costretto ad ammettere di essere armato e a lasciare la pistola sopra al pianoforte. Phillip, all'ennesima provocazione del professore, crolla e tenta di sparargli ma viene disarmato. Per Cadell ormai è tutto chiaro; impossessatosi dell'arma, intima ai due di aprire il baule e rimane sconvolto dalla scoperta. Dopo aver condannato il comportamento degli assassini, e l'interpretazione che avevano dato ai suoi insegnamenti, spara tre colpi di rivoltella fuori dalla finestra. 
Il film si chiude con i tre che attendono inerti l’arrivo della polizia, allertata dai vicini, annunciata dal suono delle sirene in lontananza.

## Personaggi
- Brandon Shaw: giovane raffinato coprotagonista che vive nel lussuoso appartamento nel quale si svolge il film. È uno degli esecutori dell’atto criminale ed è il più scaltro e maligno: non perde mai occasione per dimostrarsi intellettualmente superiore facendo battute a doppio senso.

- Phillip Morgan: giovane coprotagonista che vive insieme a Brandon. È l’altro esecutore del crimine ma, a differenza di Brandon, ha paura di essere scoperto e manifesta un carattere più fragile. Nel corso della serata si abbandona all’alcol per tentare di nascondere il suo panico. Suona il pianoforte e studiava con Brandon.

- Rupert Cadell: ex professore in collegio dei giovani e veterano di guerra. Ha una sua visione filosofica del mondo e della società e ritiene che l’omicidio sia un’arte riservata a pochi eletti. Sarà lui a scoprire il crimine e a condannare il comportamento dei due conviventi.

- David Kentley: ex compagno di studi di Phillip e Brandon e studente di Harvard. Viene strangolato e nascosto in una cassapanca da questi ultimi. Compare per i primi pochi secondi di film.

- Kenneth Lawrence: compagno di studi ed ex amico di David.

- Janet Walker: fidanzata di David ed ex di Kenneth. Accuserà Brandon di giocare sporco tentando di farla ricadere tra le braccia di Kenneth.

- Henry Kentley e Anita Atwater: il padre e la zia di David, quest’ultima dilettante astrologa. Sono entrambi invitati alla festa.

- Signora Wilson: la governante di Brandon e Phillip.

## Produzione

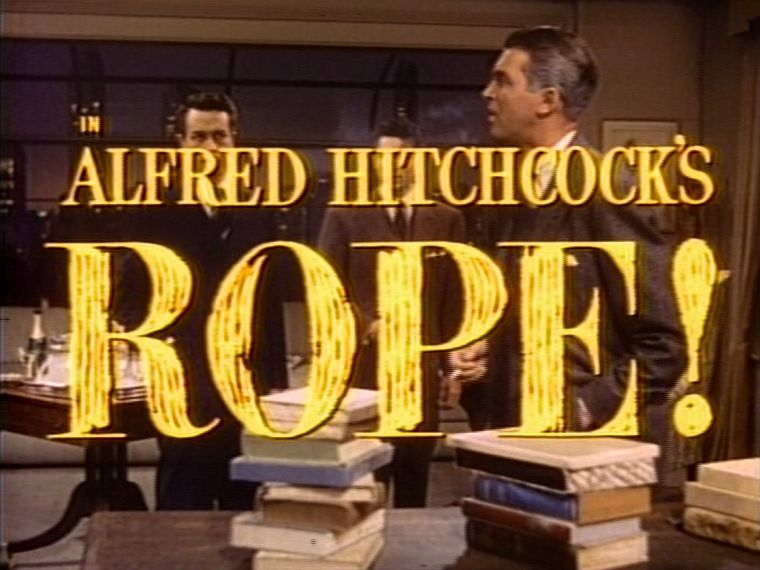
Il titolo nel trailer del film

Il film fu prodotto da Hitchcock e Sidney Bernstein come prima delle produzioni nella loro società Transatlantic Pictures.
Per il regista britannico è il primo film in Technicolor ed è composto da dieci piani-sequenza, la maggior parte dei quali collegati tra loro in modo da apparire come un'unica ripresa.

### Soggetto
Il soggetto, tratto dalla pièce Rope di Patrick Hamilton, è ispirato a un reale avvenimento di cronaca nera: l'assassinio di un ragazzino commesso nel 1924 da Nathan Freudenthal Leopold Jr. e Richard A. Loeb, una coppia di giovani uniti da un legame omosessuale. Il delitto sconvolse l'America per la sua gratuità (la vittima fu scelta a caso e il crimine aveva il solo scopo di commettere un delitto per il gusto estetico di compierlo). Il film si limita a prendere spunto dal gesto gratuito della coppia, poiché il delitto Leopold-Loeb ebbe esecuzione totalmente diversa da quella presentata nella pellicola. Anche il libro presenta differenze notevoli dalla trasposizione cinematografica. Infatti, il personaggio interpretato da James Stewart avrebbe dovuto prendere parte al delitto come complice dei ragazzi, coerentemente con i suoi insegnamenti sul delitto giusto e non giusto. Questo però avrebbe portato Stewart a interpretare un personaggio incompatibile con la sua immagine di "uomo ordinario", per la quale il pubblico aveva molta simpatia: il ruolo fu quindi cambiato. Inoltre, egli avrebbe dovuto flirtare con la cameriera (altra caratteristica che nel film manca quasi totalmente). Altra differenza macroscopica, dovuta al rispetto per il Codice Hays, è l'assenza di chiari riferimenti al rapporto omosessuale tra i due ragazzi.

### Sceneggiatura
Nel tardo autunno del 1947 Hitchcock contattò Hume Cronyn per preparare la sceneggiatura, adattando il dramma preesistente. All'inizio di dicembre il lavoro di adattamento era finito. Per i dialoghi fu assunto lo scrittore di teatro Arthur Laurents, non ancora trentenne, con il quale la collaborazione, alla sua prima prova, si dimostrò produttiva e piacevole.. Lo stesso Arthur Laurents aveva in mente un inizio diverso per il film, ossia di non mostrare il cadavere, aumentando così la curiosità nel pubblico riguardo al baule. Questa scelta, come afferma Laurents, fu considerata da Hitchcock troppo estrema e pericolosa ("Hitch non se la sentì").

### Riprese
Lunedì 12 gennaio 1948 iniziarono le prove: le riprese ebbero luogo a partire dal 22 gennaio e si conclusero il 21 febbraio.

### Set
«Il pavimento era segnato con cerchi numerati per i 25 o 30 movimenti che la macchina da presa avrebbe fatto... Intere pareti dell'appartamento scivolavano via per permettere alla macchina da presa di seguire gli attori. Ma più spettacolare di tutti i dispositivi era il cyclorama, una perfetta riproduzione in miniatura di 35 miglia del profilo di New York illuminato da 8000 lampadine a incandescenza e da 200 insegne al neon per le quali erano stati utilizzati 150 trasformatori.»

### Versione italiana
Il film uscì in Italia nel 1956, dopo che la Warner nel '49 si era vista negare il nulla osta. Sin dalla prima scena, il doppiaggio italiano stravolge il senso dell'omicidio: nella versione originale Phillip e Brandon commettono il delitto per puro piacere estetico, e si vantano della loro impresa criminale, mentre nella versione italiana il dialogo lascia intendere che l'omicidio sia avvenuto senza intenzionalità, ma per una fatalità, indotta dal comportamento aggressivo della vittima nei confronti dei suoi assassini. Ciò risulta tuttavia incoerente con l'atteggiamento tenuto da Phillip e Brandon durante lo svolgersi della serata, e anche con il dettaglio iniziale dei guanti, che entrambi indossano mentre strangolano David, particolare che suggerisce la premeditazione.

### Cast

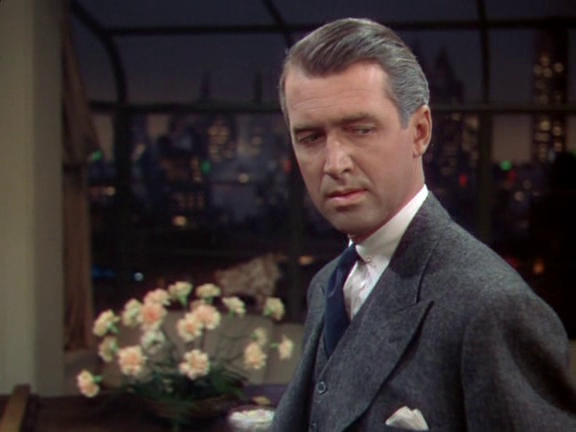
James Stewart nel trailer

- Nel ruolo dell'ex professore dei due assassini fu chiamato James Stewart, alla sua prima collaborazione con Hitchcock. Il suo ingaggio fu economicamente oneroso (il compenso ammontò a 300.000 dollari), ma la collaborazione col regista si rivelò così reciprocamente rispettosa e amichevole che l'attore partecipò successivamente ad altri tre suoi film.
- Nel ruolo del pianista passivo e irrequieto recitò Farley Granger, che Hitchcock aveva apprezzato in un'anteprima di La donna del bandito di Nicholas Ray; l'attore avrà un ruolo da coprotagonista poi anche ne L'altro uomo.
- Nel ruolo del partner dominante e sociopatico fu scelto John Dall,[3] assurto alla celebrità tre anni prima con il film Il grano è verde di Irving Rapper, che gli aveva fatto meritare una candidatura all'Oscar quale migliore attore non protagonista nel 1946.

### Cameo

Il cameo “virtuale” del regista

Alfred Hitchcock fa la sua usuale comparsa nel film per due volte. Nella prima apparizione è uno degli uomini che cammina lungo la strada nella scena iniziale, immediatamente dopo i titoli di testa. La seconda comparsa non è fisica, ma avviene attraverso un'insegna al neon lampeggiante ritraente il logo che richiama un suo precedente cameo per il film Lifeboat (1944), posizionata sullo sfondo della scena in cui Kenneth e Janet se ne vanno.

## Accoglienza
Quando venne distribuito, le recensioni furono discordi e l'accoglienza del pubblico fu piuttosto fredda.
Varie associazioni sociali ed educative d'America condannarono il contenuto del film come pericoloso e immorale; alcune sale europee si rifiutarono di proiettare il film e pretesero dalla casa produttrice Warner Brothers la sostituzione con un'altra pellicola.

## Critica
- «Nodo alla gola, nonostante la validità dei suoi trucchi tecnici e qualche momento efficace, che valsero a coprire le spese e a dare un certo profitto, appare stranamente piatto e ponderoso, tutto giocato su un ritmo uniforme che annulla in gran parte l'eccitazione e la suspense presenti nel soggetto.» (John Russell Taylor)[5]
- «Film decisivo, film-esperimento, film-svolta. Nodo alla gola è tanto famoso quanto poco visto.»[6]
- «Il film rappresenta l'esempio più rappresentativo e interessante della ricerca di adattamento del testo di origine teatrale alla scrittura cinematografica» (Giorgio Simonelli)[7] Hitchcock è sempre stato attratto da questo problema e si è cimentato più volte in questa ricerca, come testimoniano altri suoi film, come Prigionieri dell'oceano e La finestra sul cortile.

## Tecnica cinematografica
Per il regista fu una doppia sfida tecnica, sia perché è il suo primo film a colori, sia perché è composto da dieci piani-sequenza, alcuni dei quali collegati tra loro in modo da apparire come un'unica ripresa. «...l'idea un po' folle di girare un film costituito da una sola inquadratura» (Hitchcock a Truffaut)
Tutte le riprese durano 10 minuti ciascuna, il tempo di durata di proiezione di un rullo, 300 metri di pellicola (TMT, Ten Minutes Take): gli stacchi necessari per cambiare bobina sono camuffati in modo da non spezzare la sensazione di continuità nel tempo e nello spazio.
La macchina da presa si trasforma in «...un uomo invisibile che gironzola per casa (il palco) e vede e sente tutto» (Patrick Hamilton) e che spesso traballa su questa nuova apparecchiatura, la crab dolly (carrello su ruote che abbraccia un campo visivo di 180 gradi).

## Codice Hays
Va dato atto del fatto che, nonostante il Codice Hays allora in vigore proibisse la rappresentazione di omosessuali sul grande schermo, Hitchcock riuscì a dar conto del legame fra i due personaggi attraverso particolari e sottili allusioni.

## Riferimenti letterari
Il film s'inserisce inoltre nel dibattito, che all'epoca era d'attualità, sul cosiddetto atto gratuito, propugnato dal premio Nobel per la letteratura André Gide; altre analogie riscontrabili sono quelle col romanzo Delitto e castigo di Dostoevskij e con le idee di oltreuomo e di trasvalutazione dei valori della filosofia di Nietzsche. Altre influenze letterarie sono ascritte a Edgar Allan Poe, The Imp of the Perverse (Il demone della perversità), racconto pubblicato nel luglio del 1845 sul Graham's Magazine di Filadelfia.